# Fazenda do Engenho d'Água (Rio de Janeiro)

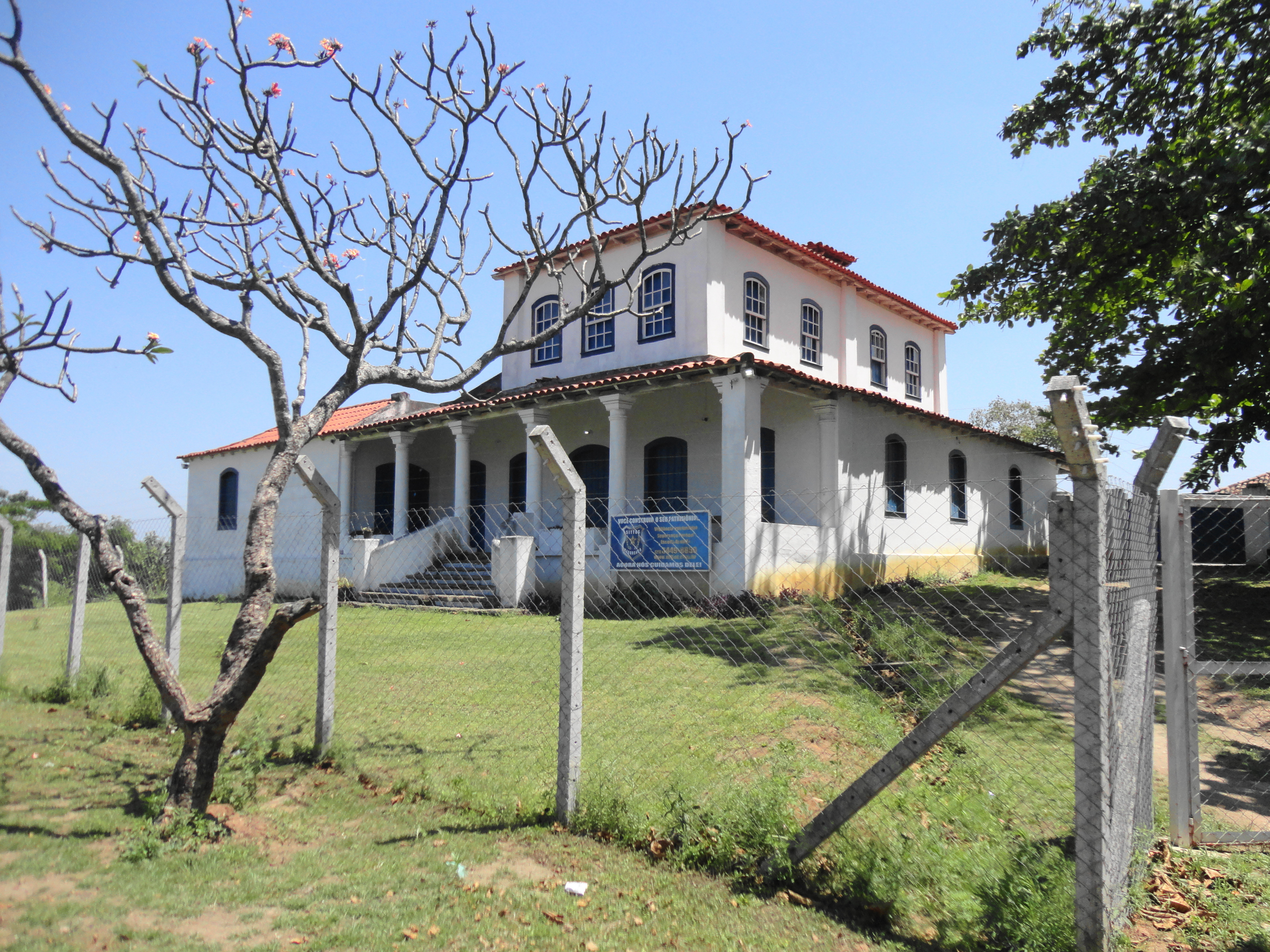
Casa da Fazenda do Engenho d' Água.

A Fazenda do Engenho d'Água, também conhecida como Solar dos Viscondes de Asseca, é uma das fazendas mais antigas do Rio de Janeiro, construído no século XVII e localizado no atual bairro Gardênia Azul, na cidade do Rio de Janeiro.

## Histórico
Sua edificação atual foi reconstruída no início do século XVII, pelo general Salvador Correa de Sá e Benevide, grande figura histórica, foi por três vezes governador da capitania do Rio de Janeiro (1637-1642, 1648 e 1659-1660), governador da capitania do Sul do Brasil (1659-1662) e governador de Angola (1648-1651). Foi propriedade de Fidalgos da Coroa como do 1° Visconde de Asseca Martim Correa de Sá, e Antônio Maria Correa de Sá e Benevides Velasco da Camara, 8° visconde de Asseca.
No século XIX, os descendentes da família Telles de Meneses compraram o a fazenda em 1852. Seu último proprietário foi Francisco Pinto da Fonseca Telles, o Barão da Taquara.

Noronha Santos (1876/1954) em seu livro Crônicas da cidade do Rio de Janeiro, Página.174 diz:
Em 1940 a área total da fazenda ascendia a 15.251.630. m² , a casa do antigo solar esta situada entre as estradas do Gabinal do engenho d'água e rua Egard Werneck. "A ultima intervenção urbana próxima ao antigo solar sem nenhuma identificação histórica hoje foi a construção da linha amarela, ao ir a Barra da Tijuca pela estrada Marechal Miguel Salazar Mendes de Moraes, Antigo camingo do Vice-Rei avista-se no cume da colina nossa joia colonial seiscentista Engenho D'Água tombada pelo Instituto do Patrimônio Histórico Artistico Nacional (IPHAN), em 1938.

## Arquitetura
A edificação apresenta arquitetura colonial dos engenhos de açúcar do século XVIII, constituída de construção térrea, com sobrado parcial formando mirante. Possui avarandados na fachada frontal e na dos fundos, existe uma capela doméstica à esquerda da casa que só conserva suas esquadrias originais. Muitos do tijolões da varanda principal apresentam a marca antiga “Engenho d’Água”, e nos espelhos dos degraus de acesso a este avarandado, existem azulejos com representação de um castelo.